# Trögelhütte
Die Trögelhütte ist eine Selbstversorgerhütte der Sektion München des Deutschen Alpenvereins, welche ausschließlich von Mitgliedern der Sektion München und der Sektion Oberland gebucht werden kann.

## Zustieg
Quellen:
- Bergstation der Kreuzeckbahn 20 Min.
- Talstation der Kreuzeckbahn 2,5 Std.
- Talstation Hausbergbahn 2,5 Std.

## Nachbarhütten
- Höllentalangerhütte 3,0 Std.
- Reintalangerhütte 4,5 Std.[3]
- Kreuzeckhaus

## Touren
- Alpspitze 2628 m 8,0 Std.
- Hoher Gaif 2288 m 7,0 Std.

## Klettersteige
- Schöne Gänge / B[4][5]
- Jubiläumsgrat D, 4-[6][7]

## Karten
- Alpenvereinskarte BY 8  Wettersteingebirge – Zugspitze (1:25.000)
- Alpenvereinskarte BY 4/3 Wetterstein- und Mieminger Gebirge Ost (1:25.000)
- Alpenvereinskarte BY 4/2  Wetterstein- und Mieminger Gebirge Mitte (1:25.000)[8]